# 楊宗瀛
楊宗瀛（?—?），江苏无锡人，清朝政治人物。举人出身。
光绪28年（1902年），擔任清朝遵义府婺川縣知縣。后由陳葆恩接任。